# Jessica Nazaire
Pour les articles homonymes, voir Nazaire.
Œuvres principales
Pwa Grate (2019)
Jessica Nazaire est une journaliste et poétesse haïtienne née à Port-au-Prince le 17 juillet 1998 et morte le 12 mars 2022 à 23 ans.

## Biographie
Jessica Nazaire était étudiante en communication sociale à la faculté des sciences humaines de l'université d'État d'Haïti. Comme militante culturelle, elle faisait partie des initiateurs du festival Entènasyonal Literati Kreyòl.  
Pwa grate paru chez les Éditions de la rosée, en février 2019, est le premier livre de la poétesse,.
Elle meurt d'une pneumonie.

## Distinctions
La jeune poétesse a été parmi les trois lauréats du prix Kreyoliti. Elle a été aussi lauréate du concours Pétro Challenge. Elle a été classée dans le top cinq des gagnants du concours Fanm ak Gason egal ego organisé autour du thème « pour la promotion du leadership féminin » par Plan international et C3 Editions.